# Dipartimento dell'agricoltura, dell'ambiente e degli affari rurali
Il Dipartimento dell'agricoltura, dell'ambiente e degli affari rurali (in inglese: Department of Agriculture, Environment and Rural Affairs) è il dipartimento ministeriale devoluto dell'Irlanda del Nord responsabile della politica agricola e ambientale.
La posizione è occupata da Edwin Poots dall'11 gennaio 2020.

## Storia
A seguito del referendum del 23 maggio 1998 sull'accordo del Venerdì Santo e del Royal Assent al Northern Ireland Act 1998 del 19 novembre, sono istituiti dal governo laburista del Primo ministro Tony Blair un'assemblea e un esecutivo. Questo processo, noto come devoluzione, persegue l'obiettivo di conferire all'Irlanda del Nord il proprio potere legislativo.
Nel dicembre 1999, sulla base del Northern Ireland Act 1998, il decreto sui dipartimenti dell'Irlanda del Nord istituisce il Dipartimento dell'agricoltura e dello sviluppo rurale.
Tra il 12 febbraio e il 30 maggio 2000 e dal 15 ottobre 2002 all'8 maggio 2007, la devoluzione è stata sospesa e il dipartimento è stato sottoposto all'amministrazione diretta di un ministro dell'ufficio per l'Irlanda del Nord, che costituisce uno dei dipartimenti governativi del Regno Unito.
Con Il Northern Ireland Act 2016, il dipartimento è stato ribattezzato Dipartimento dell'agricoltura, dell'ambiente e degli affari rurali e in quell'occasione ha assorbito il Dipartimento dell'ambiente.

## Funzioni
Il dipartimento è responsabile per:
- l'agricoltura;
- lo sviluppo rurale;
- i prodotti alimentari;
- la politica agroambientale;
- la pesca in mare;
- il rischio di alluvione;
- le foreste, la salute e il benessere degli animali;
- la gestione dei regimi di sostegno del Dipartimento dell'Agricoltura britannico;
- l'applicazione della politica agricola comune e della politica europea di sviluppo rurale;
- l'ambiente naturale;
- l'ambiente costruito;
- la pianificazione territoriale;
- la sicurezza stradale;
- le norme relative all'automobile e alla guida.

## Ministri
|                                                                                    | Ministro           | Immagine | Partito   | Inizio          | Fine             |
| ---------------------------------------------------------------------------------- | ------------------ | -------- | --------- | --------------- | ---------------- |
|                                                                                    | Bríd Rodgers       |          | SDLP      | 2 dicembre 1999 | 11 febbraio 2000 |
| Ufficio sospeso                                                                    |                    |          |           |                 |                  |
|                                                                                    | Bríd Rodgers       |          | SDLP      | 30 maggio 2000  | 14 ottobre 2002  |
| Ufficio sospeso                                                                    |                    |          |           |                 |                  |
|                                                                                    | Michelle Gildernew |          | Sinn Féin | 8 maggio 2007   | 5 maggio 2011    |
|                                                                                    | Michelle O'Neill   |          | Sinn Féin | 5 maggio 2011   | 6 maggio 2016    |
| Ufficio rinominato Ministero dell'ambiente, dell'agricoltura e degli affari rurali |                    |          |           |                 |                  |
|                                                                                    | Michelle McIlveen  |          | DUP       | 25 maggio 2016  | 26 gennaio 2017  |
| Ufficio sospeso                                                                    |                    |          |           |                 |                  |
|                                                                                    | Edwin Poots        |          | DUP       | 11 gennaio 2020 | in carica        |